# ジャン＝ダニエル・ポレ
ジャン＝ダニエル・ポレ（Jean-Daniel Pollet、1936年6月20日 - 2004年9月9日）は、フランスの映画監督・脚本家。とりわけ、ヌーヴェルヴァーグの初期の傑作『酔っぱらってりゃ…』と短編オムニバス映画『パリところどころ』第一話「サンドニ街」によって知られる。

## 略歴
- 1936年6月20日、ノール県ラ・マドレーヌに生まれる。上流ブルジョワの家庭に育ち、パリ政治学院に進学するが、映画に興味を持ち2年で退学して[1]、動物に関するドキュメンタリー映画やサントロペの常客のルポルタージュ映画を撮った。兵役中、仏軍映画局の記者を務めた[1]。兵役から帰還し、ジュリアン・デュヴィヴィエ監督『殺人狂想曲』（1957年2月公開）で助監督を務めた[2]。
- 1957年、ポレの映画界デビュー作は、パリ地域の川べりのギャンゲットで撮られた20分の短編『酔っぱらってりゃ… (Pourvu qu'on ait l'ivresse...)』である。ポレはまずギャンゲットで踊る人々を撮り、次いでひとり一群から去っていく人物に注目する。それがクロード・メルキである。この後、メルキのシルエットとためらいを撮り続ける。この短編が注目を浴び、以後、メルキが演じる「レオン」シリーズを制作した。また、この第一作にはすでに、バーレスクとメランコリーが入り混じった大衆演劇的要素を取り入れたポレの作品の一面が表れている。ポレが監督、脚本のほか、写真撮影とモンタージュを行った本作は、1958年のヴェネツィア国際映画祭で短編部門の最優秀賞を獲得した[3]。わずか21歳であった。
- 1960年、長編第一作『La Ligne de mire (照準線)』が完成するが、配給会社がつかず、映画館で商業公開されることはなかった。
- 1961年、レオン・シリーズ第二作『Gala (ガラ)』を発表。作曲家アントワーヌ・デュアメルとの遺作に至るまでの長いコラボの歴史は本作から始まる。デュアメルの映画音楽家としてのキャリアもほぼポレとともに始まり、この後まもなくジャン＝リュック・ゴダール『気狂いピエロ』、『ウイークエンド』、フランソワ・トリュフォー『夜霧の恋人たち』などの音楽を担当することになる。
- ポレ映画のもう一つの側面を表わす最初の作品は、45分の中編映画『地中海 (Méditerranée)』である。フォルカー・シュレンドルフと共同で2年がかりで撮影したこの作品で、ポレは完全に詩的な映画を制作しようとした。フィリップ・ソレルスがテキストを書き、アントワーヌ・デュアメルが音楽を担当した。ジャン＝リュック・ゴダールは2010年に『ソシアリスム』でこの作品を引用し、ポレにオマージュを捧げた[4]。この頃、『物の味方』で知られる詩人フランシス・ポンジュの作品に出会った。ポンジュとポレの作品世界には共通する要素が多く、ポレは後に『神のみぞ知る (Dieu sait quoi)』でポンジュの詩を朗読するマイケル・ロンズデールの声を流し、ポンジュ的な詩の世界を表現している[5]。
- 1964年、アンドレ・S・ラバルトとジャニーヌ・バザンのプロデュースによるテレビドキュメンタリーシリーズ『われらの時代のシネアストたち Cinéastes de notre temps』の『それ自身によるヌーヴェルヴァーグ La nouvelle vague par elle-même[6]』（ラバルト演出）に出演する。他の出演者は、ゴダール、アンリ・ラングロワ、クロード・シャブロル、ジャック・ドゥミ、ジャン・ルーシュ、アニエス・ヴァルダ、ジョルジュ・フランジュ、ジャック・ロジエ、トリュフォー、ジャック・リヴェット、ラウール・クタール、ジャン＝クロード・ドーファン、アンナ・カリーナ、フランソワ・メーストル。
- 1989年4月、カドネの自宅近くで撮影中に列車にはねられ、27か所骨折という瀕死の重傷を負った。
- 2004年9月9日、ヴォクリューズ県カドネで死去。68歳。
- 2006年、ジャン＝ポール・ファルジエが、ポレの遺作である映画『Jour après jour (日々)』を完成させた。衰弱しきり、残された時間が少ないことをわかっていたポレは、最後の身体的にとても衰弱し、生きるための時間がほとんど残されていないことを知りながら、この映画人は、自らにとっての最後の年に撮った自宅、四季折々の風景、果物、花などの写真で映画を制作しようとしたのである。モンタージュを終えたのは死の直前であった。本作でポレは共同監督、脚本、写真担当としてクレジットされている。

## フィルモグラフィー
- 『酔っぱらってりゃ』 Pourvu qu'on ait l'ivresse... 1958年 短編 ホール上映邦題
- La Ligne de mire 1960年 ※長編デビュー作
- Gala 1961年 短編
- 『地中海』Méditerranée 1963年 中編
- Bassae 1964年 短編
- Une balle au cœur 1965年 共同脚本ピエール・カストほか
- 『パリところどころ』 Paris vu par... （第一話 サンドニ街 Rue Saint-Denis） 1965年
- Les Morutiers 1966年 短編
- Le Horla 1966年 短編
- Tu imagines Robinson 1966年
- 『SF惑星の男』Le Maître du temps 1970年 共同脚本ピエール・カスト
- Le Sang 1971年
- L'Amour c'est gai, l'amour c'est triste 1971年
- L'Ordre 1973年 短編
- 『アクロバット』 L'Acrobate 1976年 ホール上映邦題
- Pour mémoire (La forge) 1978年
- Au Père Lachaise 1986年 短編
- Contretemps 1988年 コメンタリー：ジュリア・クリステヴァ/フィリップ・ソレルス
- Trois jours en Grèce 1991年 ドキュメンタリー、主演ポレ
- 『神のみぞ知る』 Dieu sait quoi 1994年 原案フランシス・ポンジュ
- Ceux d'en face 2001年
- Jour après jour 撮影・脚本 2006年 演出ジャン＝ポール・ファルジエ ※遺作

## 註
1. 1 2  “Jean-Daniel Pollet - Cinémathèque française”. cinema.encyclopedie.personnalites.bifi.fr. 2019年11月15日閲覧。
2. ↑  Jean Roy (2004年9月13日). “Pollet c'est gai Pollet c'est triste” (フランス語). L'Humanité. 2019年11月15日閲覧。
3. ↑  Kermabon, Jacques (2013-02-21). Bluher, Dominique; Thomas, François. eds. Le court métrage français de 1945 à 1968 : De l'âge d'or aux contrebandiers. Rennes: Presses universitaires de Rennes. pp. 317–326. ISBN 9782753526877
4. ↑  “『ラ・シオタ駅への列車の到着』『サイコロ城の秘密』『地中海』”. www.institutfrancais.jp. 2019年11月15日閲覧。
5. ↑  “哲学の夕べ－客体・物・身体－”. www.institutfrancais.jp. 2019年11月15日閲覧。
6. ↑  日本では『ヌーヴェルヴァーグ』というタイトルで東芝EMIからVHS版が1997年9月26日に発売されている。